# ТЭ50
ТЭ50 — односекционный шестиосный грузовой тепловоз производства Коломенского тепловозостроительного завода, выпущенный в единственном экземпляре в 1958 году. В связи с рядом конструктивных недоработок так и не пошёл в серию. Послужил прототипом тепловозов серии ТЭП60. Единственный выпущенный тепловоз серии непродолжительное время эксплуатировался на Октябрьской железной дороге и позднее был порезан, не сохранившись до настоящего времени.

## История
В 1957 году на Коломенском тепловозостроительном заводе им. В. В. Куйбышева был спроектирован односекционный шестиосный грузовой тепловоз с электрической передачей и дизелем 10Д45 с номинальной мощностью 3 000 л. с. В соответствии с проектом этот тепловоз должен был иметь вес в рабочем состоянии 134,4 т, то есть нагрузку от колёсной пары на рельсы 22,4 т, конструктивную скорость 100 км/ч и развивать при длительном режиме силу тяги 25 000 кГ и скорость 25 км/ч (длительную мощность на ободе колес 2 300 л.с). Проект тепловоза выполнен под руководством главного конструктора Коломенского завода Л. С. Лебедянского и его заместителя Г. А. Жилина.
В конце 1958 года Коломенский завод закончил постройку нового тепловоза, который получил обозначение серии ТЭ50 и номер 0001. Это был первый тепловоз, выпущенный заводом после Великой Отечественной войны. Номер серии 50 был выбран первым из диапазона 50-99, который был выделен МПС для серий тепловозов Коломенского завода.
Тепловоз демонстрировался на выставке локомотивов в Москве, затем с февраля 1959 года проходил заводские испытания, при которых его дизель-генераторная группа работала на реостаты. В ноябре-декабре этого же года он находился в опытной эксплуатации на участке Кочетовка — Рыбное Московской дороги. В 1960—1961 годах тепловоз ТЭ50-0001 совместно с тепловозом ТЭ10 и электровозом ВЛ60 был подвергнут динамическим и путевым испытаниям ВНИТИ. При испытаниях тепловоз разгонялся до скорости 80 км/ч.
Поездки тепловоза ТЭ50-0001 показали удовлетворительную работу всего основного оборудования и в то же время выявили отдельные недостатки его конструкции, относящиеся главным образом к удобству доступа к отдельным частям при осмотрах и ремонте. Особых преимуществ и недостатков тепловоза ТЭ50-0001 по сравнению с тепловозом ТЭ10 выявлено не было. Однако результаты испытаний не удовлетворили главного конструктора Л. С. Лебедянского, и он принял решения о перепроектировании тепловоза. В связи с этим было решено начать производство тепловозов ТЭ10 на Харьковском и впоследствии Ворошиловградском тепловозостроительных заводах, а Коломенский завод больше не строил грузовые тепловозы ТЭ50 и выделил основные усилия на разработку пассажирских тепловозов ТЭП60, которые были созданы на основе ТЭ50 и оказались удачной моделью, выпускаемой в дальнейшем серийно.
После испытаний тепловоз ТЭ50 был передан на Октябрьскую железную дорогу в ПМС Гатчина, где эксплуатировался некоторое время в течение 1960-х годов. В 1970-х годах не работавший тепловоз находился на территории депо Ленинград-Варшавское, где впоследствии был порезан и до наших дней не сохранился.

## Конструкция

### Механическая часть

#### Кузов
Тепловоз имел металлический кузов несущего типа с двумя кабинами управления по концам. Кузов состоит из рамы, боковых стен, торцевых масок и крыши. Снизу к раме по центру локомотива между тележками подвешен топливный бак.
Лобовые стены кабин управления имели полукруглую выпуклую форму с небольшим наклоном в верхней части и плавными полукруглыми изгибами по краям, плавно переходящими в боковые стены. Кабина имеет два лобовых стекла с перегородкой по центру. Над кабиной в крышу по центру встроен прожектор, а под стёклами по краям расположены выступающие вперёд буферные фонари, по краям которых под углом расположены номерные таблички, устанавливаемые под стеклом и обозначающие серию и номер тепловоза. Ниже буферных фонарей расположены небольшие круглые хвостовые огни. По торцам рамы установлены автосцепки СА-3 для сцепления с другим железнодорожным подвижным составом и подвешены путеочистители.
Боковые стены тепловоза вертикальные и снабжены гофрами. По краям боковых стен с обеих сторон каждой кабины имеются узкие наклонные окна и одностворчатые входные поворотные двери для локомотивной бригады, ведущие непосредственно в кабину. Со стороны одной из кабин в боковых стенах прорезаны вентиляционные решётки системы охлаждения для забора воздуха. По центру боковых стен между вентиляционными решётками и дверями противоположной кабины имеется три боковых окна.
Крыша локомотива плоская и имеет плавные гладкие скаты. В зоне вентиляционных решёток в крыше оборудованы два вывода шахт системы охлаждения с решётками, а чуть ближе к центру крыши установлена труба выхлопа дизеля.

#### Тележки
Тепловоз имел две трёхосные тележки с челюстными буксами. Рессорная система подвески тележки двухступенчатая: первая буксовая ступень — пружины (статический прогиб 38 мм), вторая кузовная ступень — эллиптические листовые рессоры люлек (статический прогиб 64 мм). Каждая колёсная пара имеет индивидуальный привод от тяговых электродвигателей через редуктор. Подвешивание тяговых электродвигателей на тележке — опорно-осевое. Буксы и редуктор тележки полностью взаимозаменяемы с такими же узлами тепловоза ТЭЗ. Диаметр колёс составляет 1 050 мм.

### Силовая часть

#### Дизель
На тепловозе по центру машинного отделения был установлен дизельный двигатель 10Д45, спроектированный Коломенским заводом под руководством инженеров П. М. Мерлис, М. Г. Шифрина и Ф. А. Щеглова. Прототипом для этого дизеля послужил дизель 40Д, изготовляемый серийно. Дизель двухтактный, 16-цилиндровый с V-образным расположением цилиндров, прямоточно-клапанной продувкой и газотурбинным двухступенчатым наддувом с промежуточным охлаждением воздуха. Диаметр цилиндров — 230 мм, ход поршня главного шатуна — 300 мм, прицепного шатуна — 304,3 мм, развал цилиндров — 45°. Номинальную мощность 3 000 л. с. дизель развивает при 750 оборотах коленчатого вала в минуту; минимальная частота вращения вала — 400 об/мин; расход топлива при номинальной мощности составляет 175—180 г/э.л. с. Дизель без рамы весит 11 000 кг против 16 000 кг дизеля 2Д100. Для охлаждения масла дизеля применён теплообменник, где тепло передаётся воде, а последняя в свою очередь, как и вода общей системы охлаждения, поступает в радиатор, через который вентилятором прогоняется воздух.

#### Тяговый генератор
Для преобразования механической энергии вращения вала дизеля в электрическую и запуска дизеля был использован электрический генератор МПТ-120/55 постоянного тока с принудительной вентиляцией и независимым возбуждением. В режиме стартёра генератор работает как электродвигатель с последовательным возбуждением, питающийся от аккумуляторной батареи. Номинальная мощность генератора — 2 000 кВт, выходное напряжение генератора — 475 В при токе 4 200 А или 700 В при 2 780 А соответственно. На тепловозе установлен двухмашинный агрегат, состоящий из вспомогательного генератора ВГТ-275/150 и возбудителя ВТ-275/120.

#### Тяговые электродвигатели
На тележках тепловоза ТЭ50 установлены тяговые электродвигатели ЭДТ-340 с принудительной вентиляцией производства Харьковского завода транспортного машиностроения, аналогичные применённым на тепловозе ТЭ10, по одному на каждую ось. Номинальная мощность каждого двигателя — 340 кВт, номинальное напряжение — 475 В, ток — 705 А. Максимальная скорость вращения якоря — 2 230 об/мин. Предусмотрены две ступени ослабления поля: 55 и 35 % возбуждения.

#### Вспомогательное оборудование
Вспомогательные машины тепловоза — компрессор КТ6, вентиляторы тяговых электродвигателей и вентиляторы холодильников — расположены в зоне напротив вентиляционных решёток в боковых стенах со стороны одной из кабин тепловоза. Они приводятся электродвигателями постоянного тока с напряжением 220 В. Электроэнергия для этих машин вырабатывается вспомогательным генератором мощностью 165 кВт (напряжение — 220 В, сила тока — 750 А, частота вращения 1 300 об/мин). Тепловоз оборудован воздухораспределителями МТЗ-135 со скоростным регулятором; все шесть колёсных пар тормозные с двусторонним нажатием.
Для запуска дизеля и питания электрических цепей используется свинцовая аккумуляторной батарея 32ТН-450 (32 элемента емкостью по 450 А*ч при 10-часовом разряде).